# Định lý phạm trù Baire
Định lý phạm trù Baire là định lý quan trọng trong topo, trong giải tích hiện đại, định lý mang tên nhà toán học người Pháp René-Louis Baire (1874 - 1932).
Định lý có hai dạng, mỗi dạng cung cấp một điều kiện đủ để một không gian topo trở thành một không gian Baire.

## Phát biểu

### Định nghĩa không gian Baire
Cho (X,τ) là một không gian topo. (X,τ) được giọi là không gian Baire nếu như cho bất kì một họ {An} đếm được các tập đóng có phần trong rỗng (trong (X,τ)) thì ∪An có phần trong rỗng (trong (X,τ)).

### Nội dung định lý phạm trù Baire
- (ĐLB1): Mọi không gian metric đầy đủ là không gian Baire.
Tổng quát hơn, bất kì không gian topo nào là đẳng cấu với một tập con mở của một không gian giả metric đầy đủ là một không gian Baire.
- (ĐLB2): Mọi không gian Compact địa phương Hausdroff là không gian Baire.

## Chứng minh
Dưới đây là chứng minh cho mọi không gian Compact địa phương Hasdroff là không gian Baire.
Cho S là một không gian Compact địa phương Hasdroff, chứng minh cho S là không gian Baire.
Cho V1,V2,V3,...là các tập mở và trù mật trong S, cho B0 là tập mở (khác rỗng) bất kì trong S. Chứng minh cho (∩Vn)∩B0≠ ∅.
Vì V1 trù mật trong S nên V1∩B0≠∅.
Sử dụng mệnh đề sau: Cho (X,τ) là một không gian Compact địa phươngHausdroff, K là tập Compact trong (X,τ) và U là một tập mở của (X,τ) thỏa K ⊆ U. Khi đó, tồn tại tập mở V trong (X,τ) với Cl(V) là tập Compact và thỏa K ⊆ V ⊆ Cl(V) ⊆ U.
Khi đó tìm được tập mở B1 trong S sao cho Cl(B1) ⊆ V1∩B0 thỏa B1 là tập Compact và khác rỗng.
Tìm tập mở B2 thỏa mãn Cl(B2) ⊆ V2∩B1 thỏa Cl(B2) là Compact. Dựa vào tính chất trù mật của V2 nên V2∩B1≠∅. Cách tìm B2 tương tự cách tìm với B1.
Với cách xây dựng các Bn tương tự, được một dãy tập mở B0, B1, B2, B3,... trong S với B0 ⊇ Cl(B1) ⊇ Cl(B2) ⊇... thỏa Cl(Bn) ⊆ Vn∩Bn-1 ∀n≥1, sao cho Cl(Bn) Compact và không rỗng.
Cuối cùng, sử dụng lý luận căn bản về các phép toán trên tập hợp, chứng minh (∩Vn)∩B0≠∅.

## Một số Lưu ý
- Không mệnh đề nào trong hai dạng trên là hệ quả của mệnh đề kia.  Bởi vì tồn tại không gian metric đầy đủ mà không Compact địa phương (xem thêm không gian Baire của các số vô tỉ). Và ngược lại (Xem thêm trong cuốn Counterexamples in Topology của Steen và Seeback trong phần tham khảo.
- Quan hệ với tiên đề chọn: các chứng minh của ĐLB1 và ĐLB2 đòi hỏi một số dạng của tiên đề chọn, và thực ra, mệnh đề cho rằng mọi không gian giả metric đầy đủ là không gian Baire thì một cách lô gíc tương đương với  một phiên bản yếu hơn của tiên đề chọn gọi là tiên đề chọn phụ thuộc.

## Một số ứng dụng
- ĐLB1 được dùng để chứng minh định lý ánh xạ mở, định lý đồ thị đóng và nguyên lý bị chặn đều.
- ĐLB1 cũng chỉ ra rằng mọi không gian metric đầy đủ mà không có các điểm cô lập thì không đếm được. Điều này chứng tỏ rằng tập các số thực R là không đếm được.
- ĐLB2 cho thấy rằng tất cả các đa tạp Hausdroff hữu hạn chiều là không gian Baire.
- Một số định lý quan trọng

1. Định lý 1

Cho một dãy các tập đóng không rỗng lồng nhau K1 ⊇ K2 ⊇...trong không gian metric đầy đủ (X,d). Nếu như diam Kn→0 thì ∩Kn≠∅.
1. Định lý 2

Cho X là một không gian. (Y,d) là không gian metric. Cho {fn} là dãy các hàm liên tục từ X vào Y, thỏa mãn fn (x) → f(x) với mọi x thuộc X, với f là ánh xạ từ X vào Y.
Khi đó, nếu X là không gian Baire thì tập hợp tất cả các điểm mà f liên tục trù mật trong X.
- Một số không gian Baire quan trọng:

1. Không gian các số thực R.
2. Không gian các số vô tỉ.
3. Tập hợp Cantor.
4. Mọi đa tạp.
5. Mọi không gian tô pô đẳng cấu với một không gian Baire.